# 旗本奴

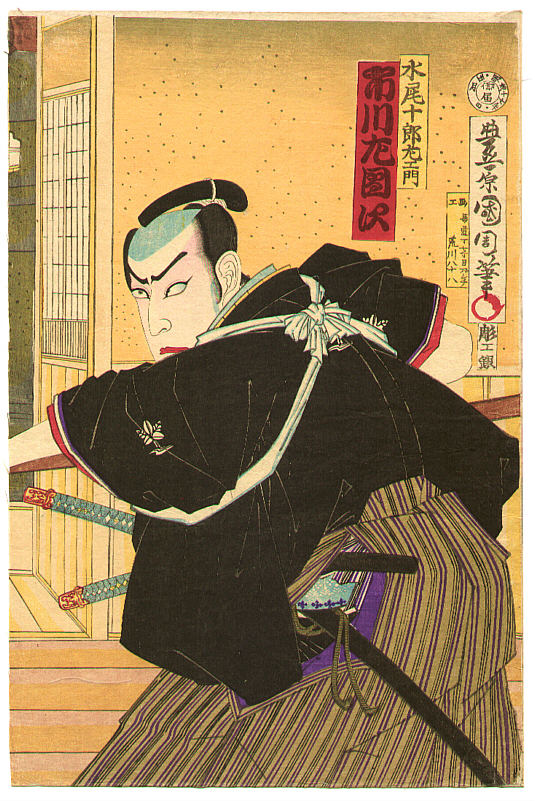
水野十郎左衛門（初代 市川左團次、『極付幡随長兵衛』部分、豊原国周、1884年）

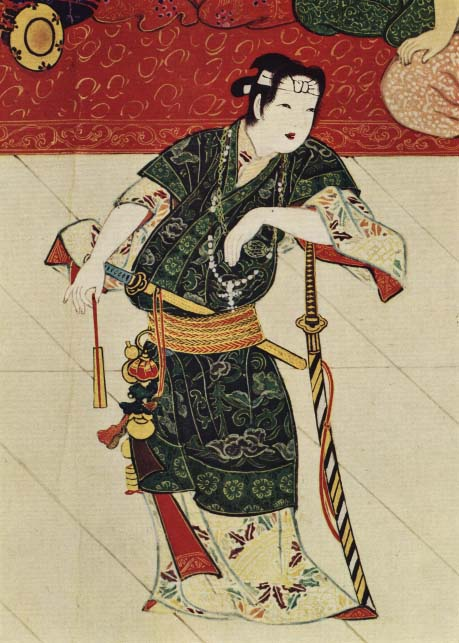
出雲阿国、帯刀したかぶき者のイメージ。

旗本奴（はたもとやっこ）は、江戸時代前期（17世紀）の江戸に存在した、旗本の青年武士やその奉公人、およびその集団、かぶき者である。派手な異装をして徒党を組み、無頼をはたらいた。代表的な旗本奴は、水野十郎左衛門（水野成之）。代表的な団体が6つあったことからそれらを「六方組」（ろっぽうぐみ）とよび、旗本奴を六方（ろっぽう）とも呼ぶ。
同時期に起こった町人出身者のかぶき者・侠客を「町奴」と呼ぶ。

## 略歴・概要
慶長年間、1610年前後に現れた、大鳥居逸兵衛（大鳥逸平、1588年 - 1612年）ら一党が、江戸のかぶき者の先駆とされる。中間・小者といった下級の武家奉公人を集めて徒党を組み、異装・異風、男伊達を気取って無頼な行動をとる等の「旗本奴」の様式は、大鳥居一派から引き継がれている。1612年8月（慶長17年7月）、幕府は、大鳥居を筆頭に300人を捕らえ、斬首した。
発生の原因として「戦国の遺風」であるとか、「旗本の不満」が噴出したものといった説が挙げられるが、実際には旗本そのものよりも、旗本に奉公する者中心であったとされる。しかし、「大小神祇組」（だいしょうじんぎぐみ）を組織した水野十郎左衛門（水野成之、1630年 - 1664年）は、譜代の名門旗本・水野成貞の長男であり、それに加担した坂部広利も横須賀衆で先手組頭を勤めた5千石の大身旗本であり、さらに「かぶき大名」と呼ばれ、江戸の町で「夜更けに通るは何者か、加賀爪甲斐か泥棒か」と恐れられた加賀爪直澄（甲斐守）は徳川家光の小姓やのちには寺社奉行すら務めたれっきとした高坂藩主の大名であった。
「旗本奴」は、水野の「大小神祇組」のほか、「鉄砲組」（てっぽうぐみ）、「笊籬組」（ざるぐみ）、「鶺鴒組」（せきれいぐみ）、「吉屋組」（よしやぐみ）、「唐犬組」（とうけんぐみ）といった合計6つの団体が知られ、これを「六方組」と呼んだ。「六方組」の活動期は、万治年間（1658年 - 1660年）から寛文年間（1661年 - 1673年）までの間とされる。「唐犬組」の頭目は町奴の唐犬権兵衛であるが、「六方組」に含まれている。「旗本奴」といえば、白柄の刀、白革の袴、白馬に乗った「白柄組」（しらつかぐみ）であるが、水野の「神祇組」を指す説、「吉屋組」を指す説の2説ある。
「旗本奴」と「町奴」との間には抗争が絶えず、なかでも、のちに河竹黙阿弥が書いた歌舞伎狂言『極付幡随長兵衛』（1881年10月初演）に描かれた、町奴・幡随院長兵衛を水野十郎左衛門が仕組んだ無防備な風呂場での暗殺、長兵衛側からの水野への仇討ちの件が著名である。武家出身の女剣豪・佐々木累（佐々木留伊）と旗本奴「白柄組」とが渡り合う話も知られている。

異装・異風とよばれるファッション面だけでなく、独特な「六方詞」を生み、そのことばで詠む「六方俳諧」（ろっぽうはいかい）という文化を生んだ。

### 流行の終焉
「旗本奴」の流行とその固有文化や求心力は、幕府による厳正なる取締りにより終焉した。それぞれの組の頭目以下一党の幕府による処刑である。
大鳥居一派300人を処刑した1612年8月のほか、1655年（明暦元年）に実施された明暦の博徒刈り込み、幕府の火付改加役（後の火付盗賊改）の肩書きをもつ中山勘解由（中山直守）が1686年10月（貞享3年9月）に実施した200人あまりの捕縛等、幕府は旗本奴、町奴を何度も弾圧している。1645年12月25日（正保2年11月8日）、麹町の真法寺で杉浦正友に預けられていた山中源左衛門が切腹にて死去。1664年3月14日（寛文4年2月17日）、「吉屋組」の頭目、三浦小次郎義也（三浦小次郎）が切腹となったとされる。同年4月23日（寛文4年3月27日）、水野十郎左衛門が切腹、家は断絶。1686年（貞享3年）に中山勘解由により旗本奴・町奴の一掃が行われ、「唐犬組」の唐犬権兵衛は獄門となったとされる。同年の取締りでは、「鍾馗一家」の鍾馗半兵衛らと派手な抗争を起こした「大小神祇組」の志賀仁右衛門も捕縛され、絞刑に処された。
唐犬権兵衛は町人であるために獄門、その他の武士階級の者は概ね切腹と、科せられた刑には身分による差があった。大名であった加賀爪直澄は徳川家光の寵臣の一人であったために処分はされなかったが、養子に家督相続の際、若き日の直澄の不備が原因となり領地を失い、改易および配流処分となっている。
このように重罪に問われることが明確となったことで、以降武士階級による六方組のような大規模な傾奇者・博徒の集団は現れなくなった。

## 代表的人物
- 大鳥居逸兵衛（大鳥逸平） - 旗本奴・町奴の元祖
- 水野十郎左衛門（水野成之） - 大小神祇組
- 加々爪直澄（加賀爪直澄）
- 山中源左衛門
- 三浦小次郎義也（三浦小次郎） - 吉屋組
- 松井新五兵衛 - 大小神祇組
- 矢頭藤助 - 大小神祇組
- 山岡源八 - 大小神祇組
- 志賀仁右衛門 - 大小神祇組

## 六方詞
六方詞（ろっぽうことば）は、六方、いわゆる旗本奴が好んで使用した粗野な言葉・言葉遣いである。江戸時代前期（17世紀）の江戸における関東方言を基調としており、一種の武家言葉である。以下のような言い回し・語彙がある。奴詞（やっこことば）ともいう。文末の助動詞「べし」は「べい・べえ」の形で使用される。旗本奴のみならず、町奴も使用し、同時代の吉原遊廓での廓詞にも、「わっち」（芝居では「わちき」）に代表されるような男っぽい言葉を、女性が使うと色気が増すとの理由で採用されるなどの影響を与えた。六方俳諧は、奴俳諧（やっこはいかい）とも呼ばれた。水野と山中の辞世の句が六方詞の代表として有名である。
- なだ - 涙
- こんだ - 事だ
- ぶっかける - 打ちかける
- ひやっこい - 冷たい
- さむっこい - 寒い
- ほじゃく - 言う
- わんざくれ - どうにでもなれ（わざくれ）
- かっかじる - ひっかく（かかじる）
- かたじうけない - かたじけない
- しねえ - しない
- てめえ - 手前

- 落とすなら 地獄の釜を 突ん抜いて 阿呆羅刹に 損をさすべい - 水野十郎左衛門辞世[23]
- わんざくれ 踏んぞるべいか 今日ばかり 翌日は烏が 掻ッ咬じるべい - 山中源左衛門辞世[23]